# Denver Barbarians Rugby Football Club
 (juillet 2025).
Motif : Aucune source secondaire ne permet de vérifier la notoriété de ce club amateur
- Archive Wikiwix
- Bing
- Cairn
- DuckDuckGo
- E. Universalis
- Gallica
- Google
- G. Books
- G. News
- G. Scholar
- Persée
- Qwant
- (zh) Baidu
- (ru) Yandex
- (wd) trouver des œuvres sur Wikidata

| 1. | Préciser le motif de la pose du bandeau. | Précisez le motif de la pose du bandeau en utilisant la syntaxe suivante : {{admissibilité à vérifier\|date=juillet 2025\|motif=remplacez ce texte par le motif}}                                          |
| 2. | Informer les utilisateurs concernés.     | Pensez à avertir le créateur de l'article, par exemple, en insérant le code ci-dessous sur sa page de discussion : {{subst:avertissement admissibilité à vérifier\|Denver Barbarians Rugby Football Club}} |

Maillots
Actualités
Le Denver Barbarians Rugby Football Club est un club de rugby à XV américain créé en 1967 et évoluant en Pacific Rugby Premiership.

## Historique
Les premiers membres étaient des joueurs issus d'équipes de collèges locaux ou de joueurs de crosse désireux d'acquérir d'autres compétences.

## Palmarès
- Champion de la Rugby Super League en 1999.
- Champion de la Men's D1 Club Championship en 1990.

## Joueurs actuels
| - Kyle Hilyard - John Godinet - Shane Milek - Mark Stines - Ata Malifa - P.T. Smith - Antwun Baker - Logan Collins - Maximo De Achaval - Mike Garrity - Adam Gilman - Connor Gilman - Kyle Hitt - Taylor Howden - Brandyn Jones - Matt Lancaster | - Josh Masek - Tyson Meek - Tim Miller - Chris Moreno - Rob Moreno - Liston Ogana - Tommy Pasque - Landon Petterson - Jon Poynter - Brendan Shea - Tom Staab - Michael Thompson - Ron Tufele - Vincent Warner - Bryan Waters |